# Łączka (województwo zachodniopomorskie)
Łączka – osada w Polsce położona w województwie zachodniopomorskim, w powiecie szczecineckim, w gminie Szczecinek.